# Грайндль, Доминик
Домини́к Грайндль (нем. Dominik Greindl; род. 27 июля 1988, Аугсбург, Бавария) — немецкий кёрлингист, участник чемпионатов Европы и мира.
Начал заниматься кёрлингом в 2000, в возрасте 12 лет.

## Достижения
- Чемпионат Германии по кёрлингу среди мужчин: серебро (2014).
- Первенство Европы по кёрлингу среди юниоров: золото (2007).

## Команды
| Сезон   | Четвёртый        | Третий             | Второй           | Первый           | Запасной                                                                | Турниры                                           |
| ------- | ---------------- | ------------------ | ---------------- | ---------------- | ----------------------------------------------------------------------- | ------------------------------------------------- |
| 2006—07 | Даниэль Нойнер   | Флориан Цалер      | Йоханнес Глейзер | Доминик Грайндль | Габор Денеш (ЧМЮ) тренер: Райнер Шёпп                                   | ПЕЮ 2007 · ЧМЮ 2007 (8 место)                     |
| 2007—08 | Даниэль Нойнер   | Флориан Цалер      | Йоханнес Глейзер | Доминик Грайндль | Джордж Гейгер тренер: Райнер Шёпп                                       | ЧМЮ 2008 (6 место)                                |
| 2008—09 | Даниэль Нойнер   | Флориан Цалер      | Доминик Грайндль | Лейнс Лаутербах  | Джордж Гейгер                                                           |                                                   |
| 2009—10 | Даниэль Нойнер   | Флориан Цалер      | Доминик Грайндль | Лейнс Лаутербах  | Джордж Гейгер                                                           |                                                   |
| 2010—11 | Даниэль Нойнер   | Флориан Цалер      | Доминик Грайндль | Лейнс Лаутербах  |                                                                         |                                                   |
| 2012—13 | Константин Кемпф | Себастьян Джейкоби | Александр Кемпф  | Доминик Грайндль |                                                                         | ЧГМ 2013 (4 место)                                |
| 2013—14 | Константин Кемпф | Даниэль Нойнер     | Александр Кемпф  | Доминик Грайндль | Себастьян Джейкоби                                                      | ЧГМ 2014                                          |
| 2014—15 | Даниэль Нойнер   | Константин Кемпф   | Александр Кемпф  | Доминик Грайндль | Себастьян Джейкоби                                                      |                                                   |
| 2018—19 | Марк Мускатевиц  | Даниэль Нойнер     | Доминик Грайндль | Райан Шеррард    | Беньямин Капп тренер: Анди Капп                                         | ЧМ 2019 (8 место)                                 |
| 2019—20 | Марк Мускатевиц  | Сикстен Тотцек     | Джошуа Сутор     | Доминик Грайндль | Беньямин Капп тренеры: Ули Капп, Lukas Fritsch                          | ЧЕ 2019 (7 место)                                 |
| 2020—21 | Сикстен Тотцек   | Марк Мускатевиц    | Джошуа Сутор     | Доминик Грайндль | Клаудиус Харш тренеры: Ули Капп, Маттиас Симон                          | ЧМ 2021 (10 место)                                |
| 2021—22 | Сикстен Тотцек   | Марк Мускатевиц    | Джошуа Сутор     | Доминик Грайндль | Магнус Сутор тренеры: Ули Капп, Хольгер Хёне (ЧЕ), Ули Сутор (квал-ЗОИ) | ЧЕ 2021 (8 место) ЗОИ 2022 (квал. 2021) (9 место) |
| 2021—22 | Сикстен Тотцек   | Марк Мускатевиц    | Джошуа Сутор     | Доминик Грайндль | Беньямин Капп тренеры: Ули Капп, Маттиас Симон                          | ЧМ 2022 (7 место)                                 |
| 2022—23 | Сикстен Тотцек   | Клаудиус Харш      | Магнус Сутор     | Доминик Грайндль | Джошуа Сутор тренер: Даниэль Херберг                                    | ЧЕ 2022 (8 место)                                 |
| 2022—23 | Сикстен Тотцек   | Клаудиус Харш      | Магнус Сутор     | Доминик Грайндль | Марк Мускатевиц тренер: Ульрих Капп                                     | ЧМ 2023 (9 место)                                 |

(скипы выделены полужирным шрифтом)